# Natura morta (Monet)
Natura morta è un dipinto a olio su tela (24x33 cm) realizzata nel 1864 dal pittore francese Claude Monet.
È conservato nel Musée d'Orsay di Parigi.